# 亚热带季风气候

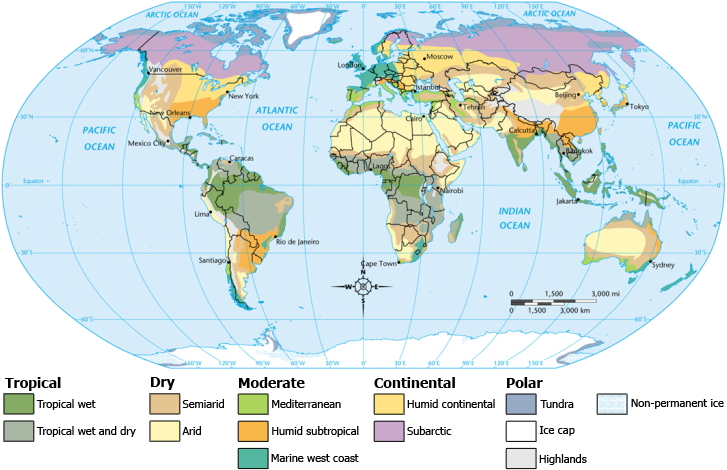
亞熱帶季風氣候，而分佈在南、北美洲的橙色部份為亞熱帶濕潤氣候

亞熱帶季風氣候（subtropical monsoon climate），又稱副熱帶季風氣候，其特点是夏季高温並多雨，冬季较同纬度地区涼冷湿润。主要分布于纬度在20°~35°之间的大陆东部。

## 分布
位于欧亞大陆的亞热带东部，北至秦岭-淮河、朝鲜半岛南端和日本本州島关东地区，南至雷州半岛（不包括），包括四国岛、九州岛、琉球群岛、臺灣島（臺南市和花蓮縣以北地區）、和越南北部。同时也分布在巴西南部，乌拉圭，巴拉圭，阿根廷以及大部分的潘帕斯草原。

## 成因
位于大陆与海洋之间，「海陆热力性质差异」显著。比如，夏季亚欧大陆低压槽连成一片，海洋上副熱帶高氣壓西伸北进，从北太平洋副熱帶高氣壓散发出来的东南季风带来丰沛的降水；冬季强大的蒙古高压散发出来的偏北风影响本地。因风向切变符合季风要求，故为季风气候。

## 特徵

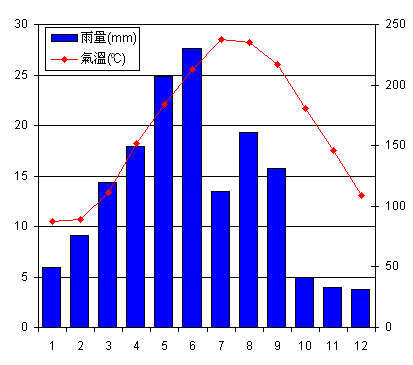
福州市(26.06N, 119.28E)月均降水柱状图及气温曲线图

亚热带季风气候的特征是：夏季高温多雨，冬季寒冷干燥
夏季高溫多雨：夏季太陽高角度大，氣溫較高，季風槽北進，從亞熱帶高壓盤踞的熱海洋吹來的東南季風帶來豐沛的降水。夏秋季常有熱帶氣旋來襲。
冬季溫和少雨：最冷的月份平均溫度在18℃以下，0℃以上，冬季較溫和，因為本地緯度較低，受黑潮影響，離冬季季候風源地遠，地形起伏使冬季季候風受削弱。尤在台灣北部與日本群島南部、琉球群島一帶，因冬季風（極地大陸氣團）過海變性，變得較為溫和濕潤（但有時大陸氣團從陸地向南移動，在較為南方的地區出海，此時冷空氣變性小則依然強烈的影響上述地區），故冬季氣候比起相同緯度的沿海城市顯得特別涼冷多雨的型態。

## 自然带
为亞热带常绿阔叶林带。

## 区内农业景观
- 粮食：夏季种植水稻为主，冬季种植小麦、番薯等，一年两到三熟
- 糖料：甘蔗
- 油料：花生、油菜
- 纤维：棉花
- 水果：柑橘、枇杷、荔枝、龙眼、香蕉、芒果等
- 花卉：水仙花等
- 其他：毛竹、茶叶等

## 区内主要城市

### 日本
- 东京
- 名古屋
- 大阪
- 广岛
- 福岡
- 那霸

### 南韓
- 济州
- 釜山

### 臺灣
- 臺北
- 新北
- 桃園
- 臺中
- 臺南
- 基隆
- 新竹
- 宜蘭
- 苗栗
- 彰化
- 南投
- 花蓮
- 雲林
- 嘉義

### 中國
- 上海
- 深圳
- 重慶
- 廣州
- 廈門
- 南京
- 武漢
- 成都
- 杭州
- 福州
- 長沙
- 南昌
- 香港
- 澳門

### 越南
- 河内
- 海防市

### 印度
- 巴特那
- 勒克瑙